# شوبی
شوبی (به آلمانی: Schuby) یک شهر در آلمان است که در اشلسویگ-فلنسبورگ واقع شده‌است. شوبی ۲٬۵۸۳ نفر جمعیت دارد.